# Acalàsia
L'acalàsia esofàgica, sovint denominada simplement acalàsia, és un fracàs de les fibres musculars llises per relaxar-se, cosa que pot fer que l'esfínter esofàgic inferior romangui tancat. Sense un modificador, "acalàsia" normalment es refereix a acalàsia de l'esòfag. L'acalàsia es pot produir en diversos punts del tracte gastrointestinal; per exemple, es pot produir acalàsia del recte en la malaltia de Hirschsprung.
L'acalàsia esofàgica és un trastorn de la motilitat esofàgica que afecta la capa muscular llisa de l'esòfag i l'esfínter esofàgic inferior (EEI). Es caracteritza per la relaxació incompleta de l'EEI, l'augment del to de l'EES i la manca de peristaltisme de l'esòfag (incapacitat del múscul llis per moure els aliments per l'esòfag) en absència d'altres explicacions com el càncer o la fibrosi.
L'acalàsia es caracteritza per la dificultat per empassar, regurgitació, i algunes vegades dolor al pit. El diagnòstic es fa amb la manometria esofàgica i la deglució de bari en estudis de raigs X. Diversos tractaments estan disponibles, encara que no curen la malaltia per complet. Alguns medicaments o Botox es poden utilitzar en alguns casos, però l'alleujament més permanent és portat per la dilatació esofàgica i la secció quirúrgica del múscul (miotomia de Heller).
La forma més comuna és l'acalàsia primària, de la que no es coneix la seva causa subjacent. No obstant això, una petita proporció es produeix com a resultat secundari d'altres malalties, com el càncer d'esòfag, la malaltia de Chagas o la síndrome d'Allgrove. L'acalàsia afecta una persona en 100.000 per any. No hi ha predomini de gènere en l'aparició de la malaltia.